# نبردناو کلاس دانکرک
نبردناو کلاس دانکرک (به انگلیسی: Dunkerque-class battleship) یک کلاس از کشتی است که طول آن ۲۱۵٫۱ متر (۷۰۶ فوت) می‌باشد.